# Issa Hassan

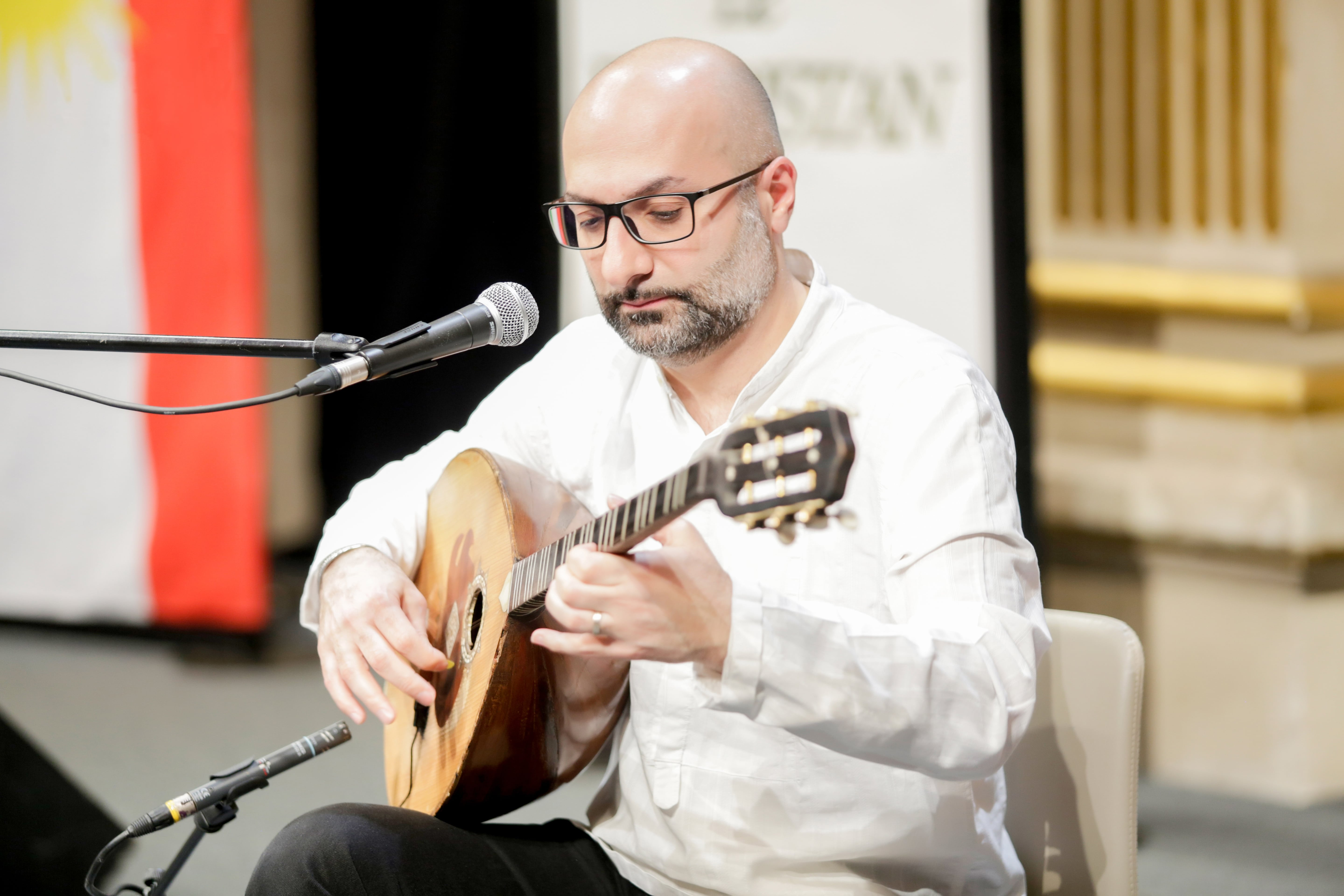
Issa Hassan (2016)

Issa Hassan (arabisch عيسى حسن) (oder auch nur Issa mit Künstlernamen) (* 25. Dezember 1970 in Beirut) ist ein kurdischer Musiker und Komponist. Seine Großeltern waren Auswanderer aus der Türkei.

## Biografie
1982 wurde Hassan Mitglied der Tanzgruppe eines kurdischen Vereines in Beirut. 1984 wanderte Hassan nach Frankreich aus und wurde dort ein Mitarbeiter des Kurdischen Institutes Paris. Durch seine musikalische Arbeit dort lernte Hassan Europa und die europäische Musik kennen.
1988 wurde er dann ein Bandmitglied der Gruppe Koma Zozan. Sein Musikstil zeichnet sich dadurch aus, dass er traditionelle kurdische Musik mit Flamenco und Jazz mischt und eine neue Synthese hervorbringt. Sein erstes Musikalbum erschien 1995.

## Diskografie
- 1995 – Gulînar
- 2000 – Ballade kurde à Seville
- 2000 – Tooting Broadway
- 2001 – Art du bouzouk
- 2005 – La cinquième saison
- 2008 – Kurdomania